# Tinnevellia andrewi
Tinnevellia andrewi är en insektsart som beskrevs av Henry, G.M. 1940. Tinnevellia andrewi ingår i släktet Tinnevellia och familjen gräshoppor. Inga underarter finns listade i Catalogue of Life.